# حصارلی (آردانوچ)
حصارلی (به ترکی استانبولی: Hisarlı) یک منطقهٔ مسکونی در ترکیه است که در آردانوچ واقع شده‌است. حصارلی ۵۲ نفر جمعیت دارد.